# 2001 KQ76
2001 KQ76 est un objet transneptunien, plus précisément un objet classique de la ceinture de Kuiper. Il a une magnitude absolue de 6,3 et un diamètre d'environ 282 km. 

## Découverte
2001 KQ76 a été découvert le 24 mai 2001 par l'astronome Marc W. Buie. 

## Orbite
L’orbite de 2001 KQ76 a une excentricité de 0,099 et un demi-grand axe à 42,68 unités astronomiques. Son périhélie se situe à 38,47 unités astronomiques du Soleil et son aphélie à 46,88 unités astronomiques.